# Boussin
Boussin è un comune rurale del Mali facente parte del circondario di Ségou, nella regione omonima.